# Жабоклики
Жабоклики (пол. Żabokliki) — деревня в Польше, расположенная в Мазовецком воеводстве, в Венгрувском повете, в гмине Корытница. Эта деревня расположена примерно в 6 км к югу от Корытницы, в 10 км к западу от Венгрува (столица повята) и в 63 км к востоку от Варшавы (столица Польши).
Находится в стороне от трассы. В 1975—1998 годах деревня административно входила в состав Седлецкого воеводства.
Верующие Римско-католической церкви принадлежат к приходу св. Станислава Епископа мученика в Червонке Ливской (Czerwonce Liwskiej).

## Население
По данным переписи 2018 года, население деревни Жабоклики составляет 57 человек.

## Известные уроженцы
Ян Вонсовский (Jan Wąsowski; 1898—1940) — солдат Советско-польской войны, лейтенант запаса Польской армии, родился в Жабокликах, убит в Харькове.

## Галерея

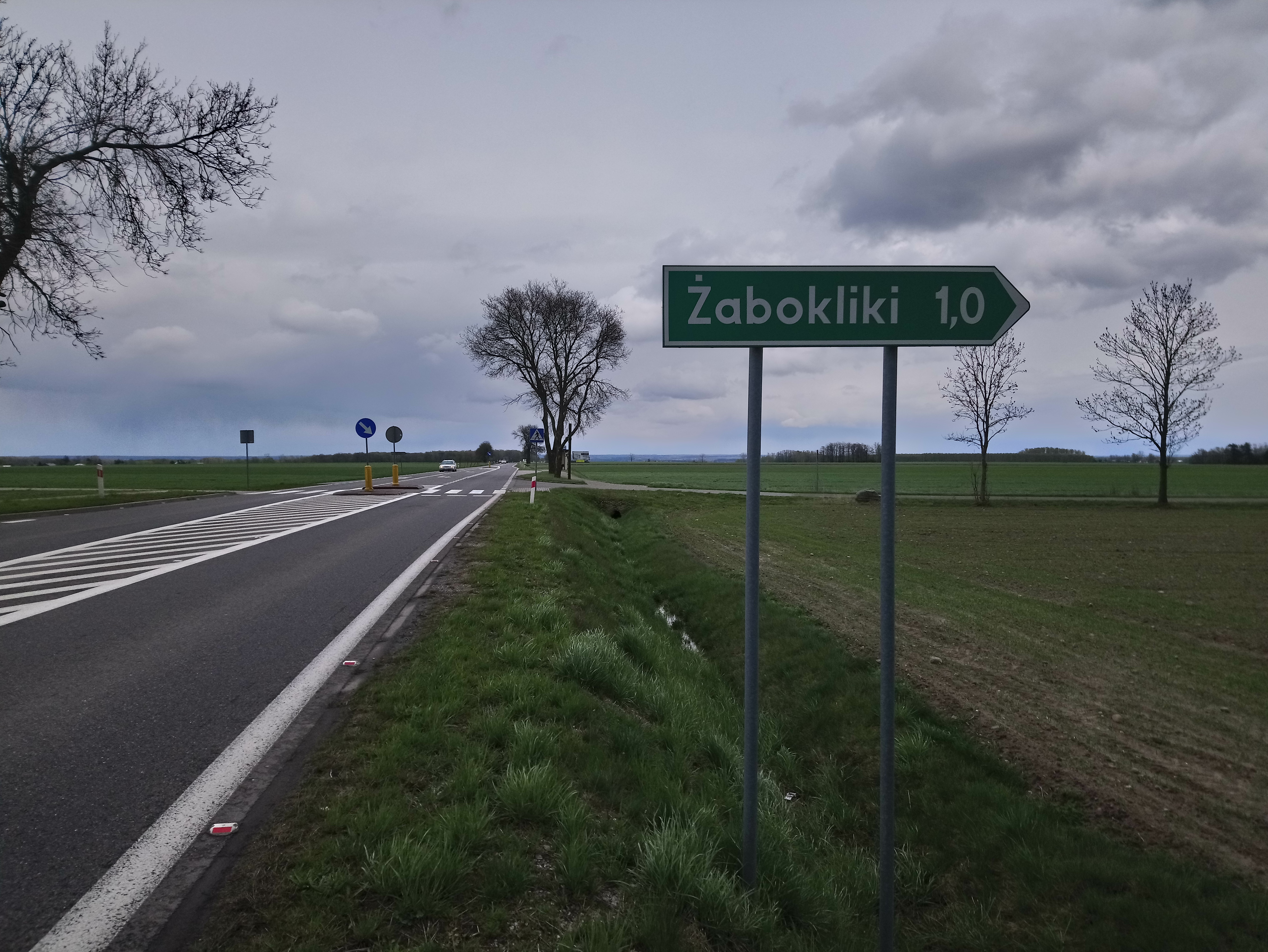
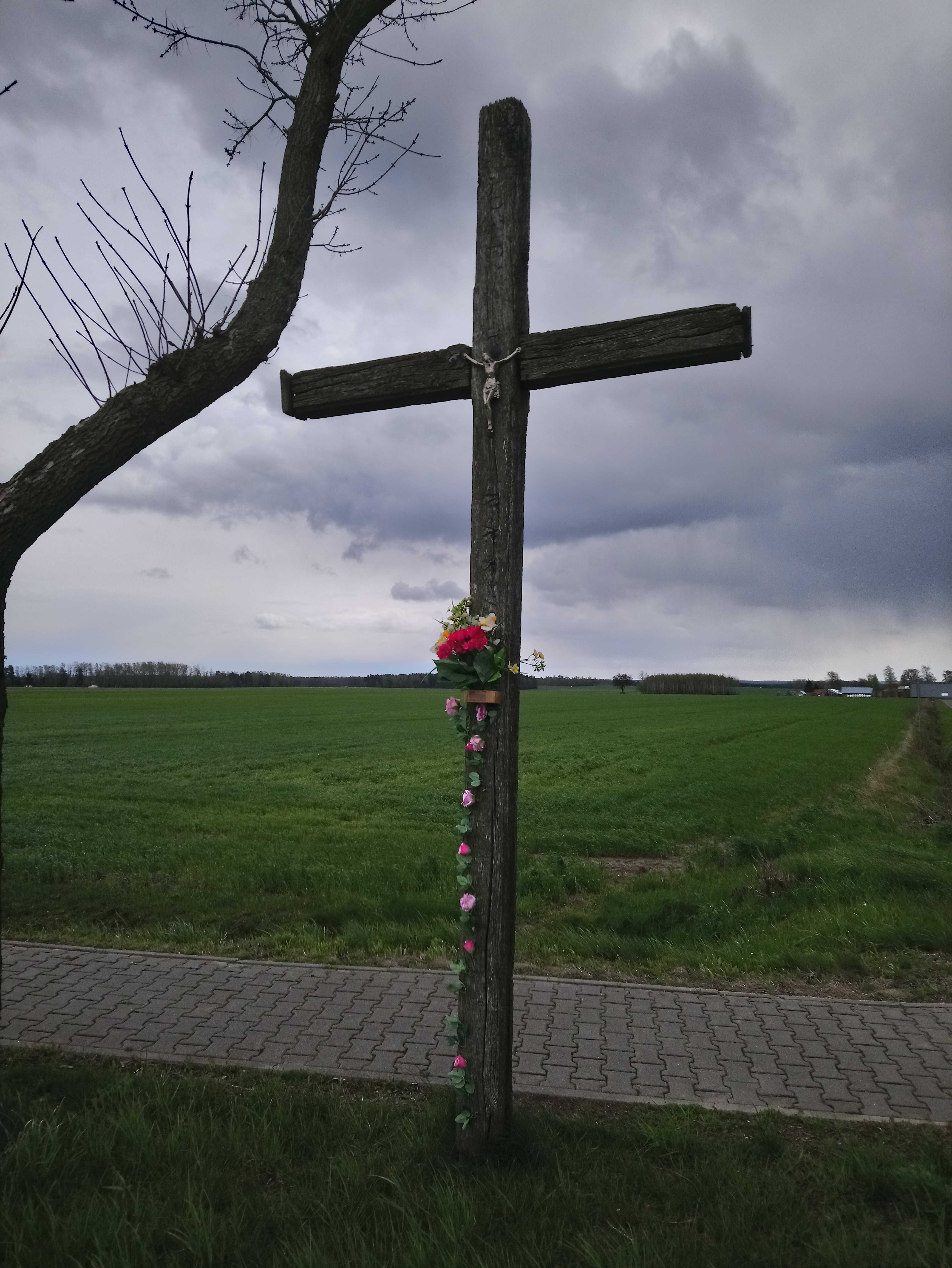
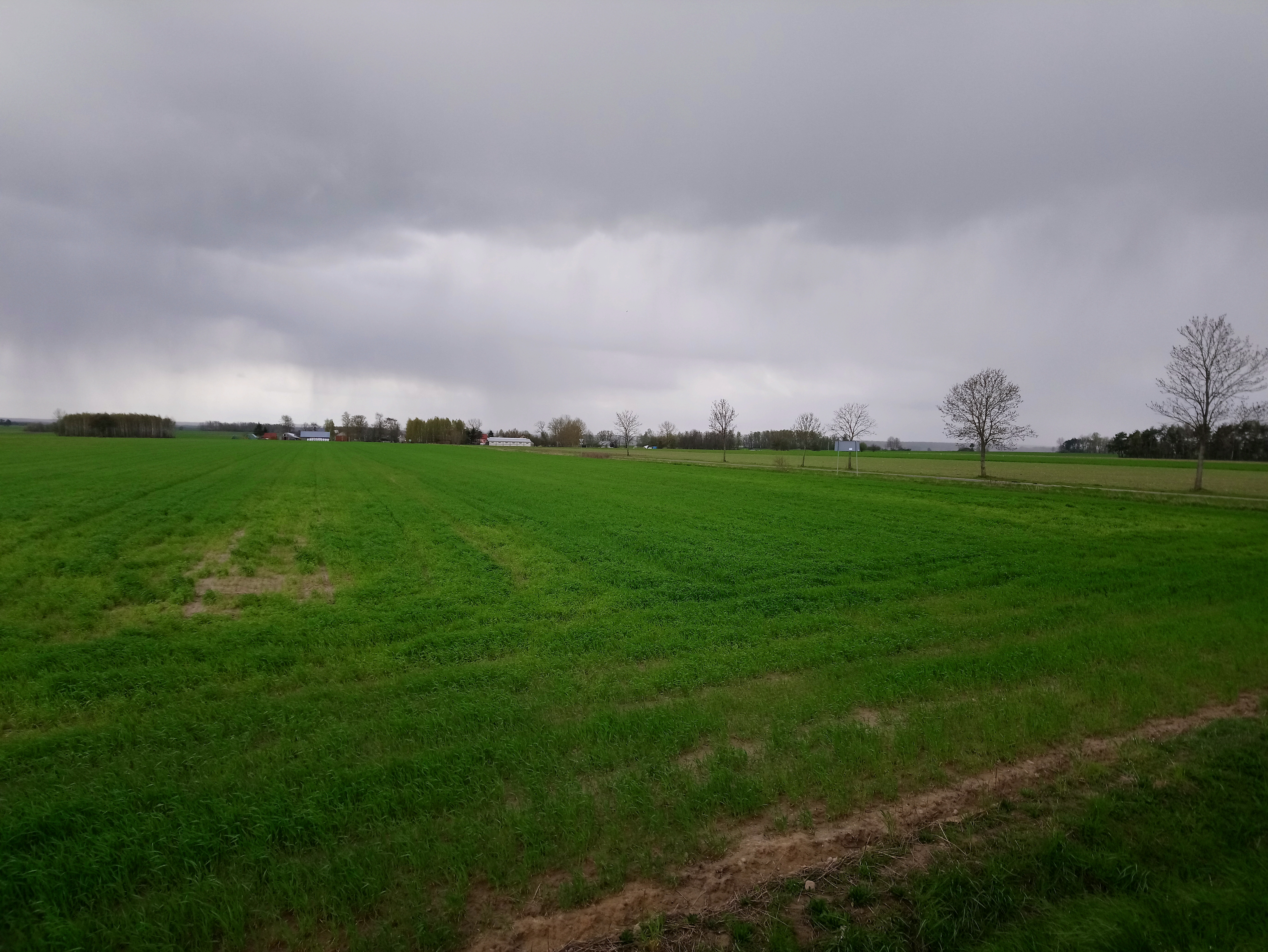